# 卜部弘嵩
卜部弘嵩（1989年7月3日—）是日本的自由搏击选手。他是2015年K-1超羽量级大奖赛冠军，也是两届Krush超羽量级冠军。根据Combat Press的数据，截至2020年12月，他是排名第10的超蝇量级。妻子是女演員高橋優，他們育有一子，卜部弘嵩於2022年7月27日記者會上宣布引退。。